# Frank Maxwell Andrews
Pour les articles homonymes, voir Andrews.
Frank Maxwell Andrews, né le 3 février 1884 à Nashville, dans le Tennessee et mort le 3 mai 1943 à Fagradalsfjall, en Islande, est un lieutenant général américain et un des membres fondateurs de l'United States Army Air Forces.

## Biographie
Né le 3 février 1884 à Nashville, dans le Tennessee, Andrews entre à l'Académie militaire de West Point dans l'État de New York à l'âge de 18 ans. Le 12 juin 1906, il est diplômé et est nommé Second Lieutenant dans le 8e régiment de cavalerie. Il est d'abord assigné aux Philippines jusqu'en 1907, puis au Fort Huachuca en Arizona jusqu'en 1912 où il devient premier lieutenant dans le 2e régiment de cavalerie. En 1916, il est promu capitaine.

### Première Guerre mondiale
En 1917, lorsque les États-Unis s'engagent dans la Grande guerre, Andrews est transféré dans la section aviation de l'United States Army Signal Corps.

### Seconde Guerre mondiale

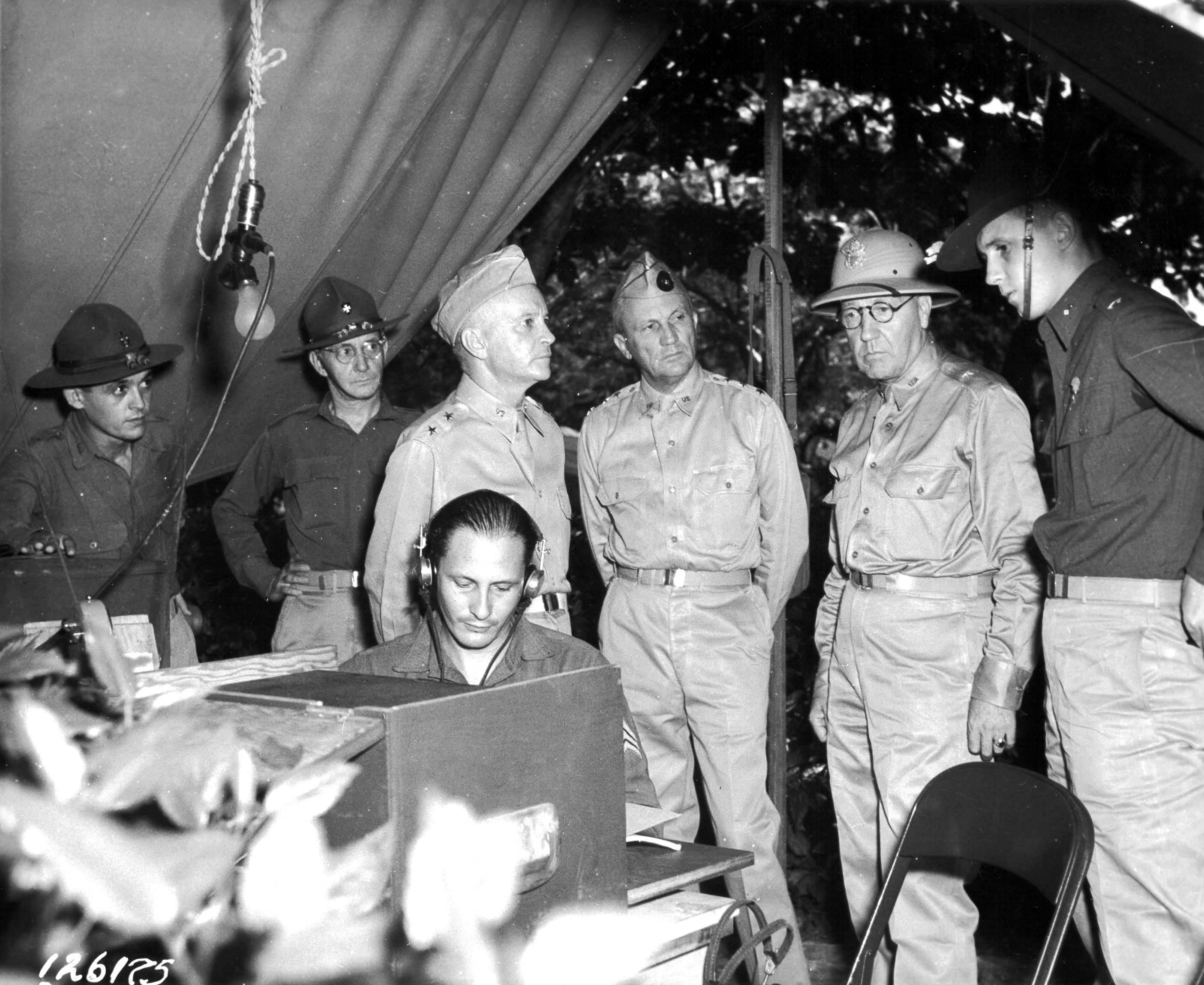
Andrews (au milieu) inspecte un poste de radio, en novembre 1941. À côté de lui se trouvent des généraux: James Lawton Collins et Harry C. Ingles.

Lors de la conférence de Casablanca en janvier 1943, Andrews est nommé commandant de toutes les forces américaines au théâtre européen des opérations.
Le 3 mai 1943, un avion Consolidated B-24 Liberator de l'United States Army Air Forces s'écrase sur le flanc du Fagradalsfjall en Islande, tuant Andrews et quatorze autres personnes. L'appareil venait des États-Unis et était en phase d'approche pour atterrir à Keflavik. Il n'y eut qu'un seul survivant qui vit les secours arriver au bout de 24 heures. Quelques débris du crash peuvent encore être retrouvés sur les lieux de l'accident.

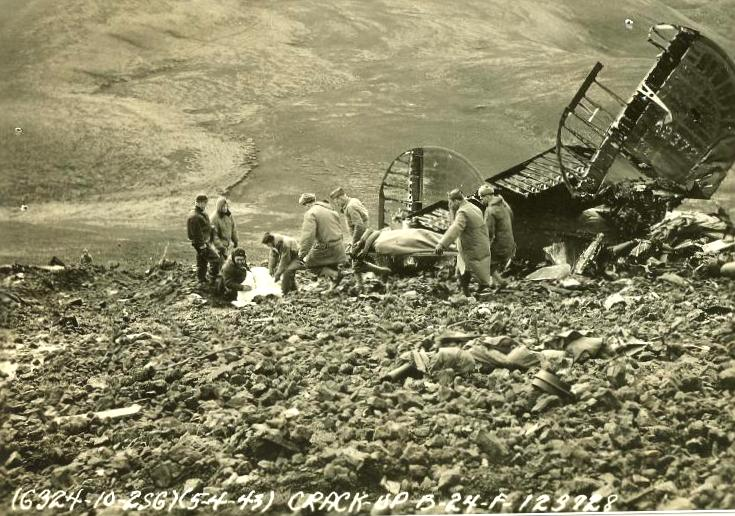
Des responsables de l'armée américaine récupèrent les corps des victimes de l'accident d'avion en 1943.